# Kawasaki Ki-48
Kawasaki Ki-48 Sokei là một kiểu máy bay ném bom hạng nhẹ hai động cơ của Nhật Bản được sử dụng trong Thế Chiến II. Tên mã của Đồng Minh cho kiểu máy bay này là Lily.

## Thiết kế và phát triển
Việc phát triển chiếc máy bay được bắt đầu từ năm 1937 theo yêu cầu của Bộ chỉ huy Tối cao Nhật Bản. Kawasaki nhận được hợp đồng phát triển một kiểu máy bay ném bom tốc độ cao đạt được tốc độ 480 km/h ở độ cao 3.000 m (300 mph ở 10.000 ft), và có khả năng lên cao 5.000 m (16.400 ft) trong vòng mười phút. Nó chịu ảnh hưởng bởi chiếc máy bay ném bom Xô Viết Tupolev SB-2.
Kawasaki có ưu thế về kinh nghiệm khi từng thiết kế chiếc máy bay tiêm kích hạng nặng hai động cơ Ki-45. Đa số các vấn đề về kỹ thuật được giải quyết, tuy nhiên chiếc máy bay vẫn có những khuyết điểm. Nó chỉ mang được tải trọng bom 800 kg (1.764 lb), ít hơn cả chiếc máy bay tiêm kích-ném bom Typhoon một động cơ, và chỉ trang bị ba súng máy nên rất yếu kém trước máy bay tiêm kích đối phương. Đặc tính bay của chiếc Ki-48 cũng còn nhiều điểm cần được cải thiện. Nó bay chậm, và cho dù vỏ giáp yếu lại tương đối nặng và khó cơ động. Kiểu máy bay này không nhất thiết là một thất bại, nhưng là một nỗ lực không thành công để tạo ra một máy bay ném bom hiệu quả đủ tạo ra sự thách thức trước đối phương.

## Lịch sử hoạt động
Chiếc máy bay bắt đầu phục vụ tại Trung Hoa từ năm 1940, và được sử dụng rộng rãi cho đến hết chiến tranh, khi mà nhiều chiếc được chuyển đổi thành máy bay tấn công cảm tử Kamikaze trang bị một bom 800 kg (1.764 lb).

## Các phiên bản
Ki-48
Bốn chiếc nguyên mẫu và năm chiếc tiền sản xuất.
Ki-48-Ia
Sản xuất từ năm 1940, 557 chiếc được chế tạo.
Ki-48Ib

Ki-48II
Ba chiếc nguyên mẫu.
Ki-48-IIa
Sản xuất từ tháng 4 năm 1942.
Ki-48IIb

Ki-48-IIc
Sản xuất từ năm 1943.
Ki-81
Phiên bản được đề nghị cải tiến từ Ki-48. Không được chế tạo.
Ki-174
Phiên bản tấn công đặc biệt một chỗ ngồi. Không được chế tạo.

## Các nước sử dụng
Trung Hoa Dân Quốc
- Không quân Trung Hoa Dân Quốc

 Trung Quốc
- Không quân Giải phóng quân Trung Quốc

 Indonesia
- Lực lượng An ninh Nhân dân Indonesia [2].

 Nhật Bản
- Không lực Lục quân Đế quốc Nhật Bản

## Đặc điểm kỹ thuật (Ki-48-IIa)
Tham khảo: Encyclopedia of Military Aircraft.

### Đặc tính chung
- Đội bay: 04 người
- Chiều dài: 12,75 m (41 ft 9 in)
- Sải cánh: 17,45 m (57 ft 3 in)
- Chiều cao: 3,8 m (12 ft 5 in)
- Diện tích bề mặt cánh: 40,0 m² (430,5 ft²)
- Trọng lượng không tải: 4.550 kg (10.031 lb)
- Trọng lượng có tải: 6.500 kg (14.350 lb)
- Trọng lượng cất cánh tối đa: 6.750 kg (14.881 lb)
- Động cơ: 2 x động cơ Nakajima Ha-115 bố trí hình tròn, công suất 1.130 mã lực (843 kW) mỗi động cơ.

### Đặc tính bay
- Tốc độ lớn nhất: 505 km/h (273 knot, 314 mph) ở độ cao 5.600 m (18.375 ft)
- Tầm bay tối đa: 2.400 km (1.296 nm, 1.491 mi)
- Trần bay: 10.100 m (33.135 ft).

### Vũ khí
- 3 x súng máy 7,7 mm (0,303 in), gắn trên mũi, lưng và bụng máy bay
- 800 kg (1.764 lb) bom.

## Nội dung liên quan

### Máy bay tương tự
- Bristol Blenheim

### Trình tự thiết kế
Ki-43 - Ki-44 - Ki-45 - Ki-46 - Ki-48 -Ki-49 - Ki-51 - Ki-54 - Ki-55

### Danh sách liên quan
- Danh sách máy bay chiến đấu
- Danh sách máy bay quân sự Nhật Bản
- Danh sách máy bay trong Chiến tranh Thế giới II
- Danh sách máy bay ném bom
- Danh sách máy bay của Nhật Bản, Chiến tranh Thế giới II